# Dobler

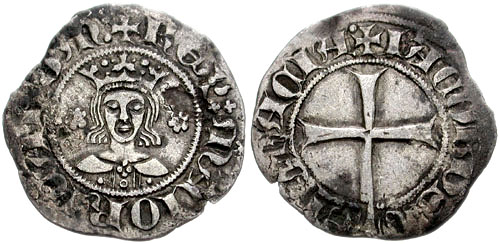
Dobler de Jaume III de Mallorca

El dobler és una denominació genuïna del català per a designar la moneda de dos diners, valor que apareix per primera vegada a Mallorca amb la creació del sistema monetari mallorquí per part de Jaume II de Mallorca l'any 1300. Al segle xvi també sorgeix el dobler d'Eivissa que és una moneda local i fiduciària vinculada al mateix sistema.
A finals del segle xv, amb Ferran el Catòlic, es començaren a batre doblers a Barcelona, tot i que a partir de 1612 consolidaran el nom d'ardit que tradicionalment havia conviscut amb el de dobler.
A altres estats medievals com França, Estats Pontificis, Sicília o Nàpols existiren altres monedes de dos diners que prengueren distints noms, però enlloc han tengut la transcendència de Mallorca i de Menorca on encara ara la paraula dobler és la forma corrent per designar la moneda de manera genèrica, amb el mateix sentit que a Eivissa diuen sous o a la resta dels Països Catalans diners.

## El dobler de Mallorca
La moneda mallorquina creada per Jaume II va néixer amb una forta influència francesa pel que fa a les seves tipologies, característiques intrínseques i aspecte. D'acord amb Felip Mateu i Llopis el dobler mallorquí deriva de la "moneta dúplex", o doble tornès, batuda per Felip IV de França (1285-1314). En primera instancia, prendria el nom de "reial doblenc" tot i que en temps de Jaume III de Mallorca ja s'hauria adoptat el terme "dobler".
La seva emissió va ser intermitent i, si bé va néixer emmarcat en un entramat complex de valors de billó (dobler, diner i malla), ben aviat la seva existència va ser qüestionada quan el 1305 el mateix Jaume II ordena que fossin fosos, cosa que obrí el primer dels períodes en que només es bateren diners (1305-1311; 1400-1419 i; 1478-1556), tot i que predominessin els períodes de convivència en l'emissió dels dos valors (1300-1305; 1311-1348; 1416-1479 i; 1556-ca. 1727). Tot tenint en compte que, com va passar arreu d'Europa a finals de la baixa edat mitjana, el billó va deixar de batre’s durant períodes importants en favor de l'argent o de l'or, com fou el cas de Mallorca entre 1348 i 1400.
Pel que fa a les seves característiques inicials, eren compartides amb la resta del billó mallorquí amb llei de "tern menys una pugesa" (22,9 % de fi) i el seu pes vendria determinat per una talla de 11 sous per marc, és a dir 132 monedes per marc (aproximadament 1,8 g la unitat). Però les característiques intrínseques del billó serien modificades al llarg del temps i la seva aplicació als doblers seria: per la talla, amb Pere el Cerimoniós 168 peces per marc i a partir de Martí l'Humà de 144; pel que fa a la llei, Martí la rebaixà a 12,5% de fi, Ferran el Catòlic a un 8,3% i amb Felip I arribaria al seu mínim de 6,3 diners per marc, a l'entorn de l'1%, que es mantindria fins al final de les emissions regulars en el primer quart del segle xviii.
L'aspecte extern fou la del bust frontal coronat del rei a l'anvers i el revers la creu llatina superant la llegenda per baix, s'ha de dir que aquesta aparença és idèntica a la resta del billó insular excepte en el diàmetre que és d'uns 20 mm, el major dels billons, mida que es reduí lleugerament a mesura que es modificà la talla. Amb el temps a aquesta estampa inicial s'afegirien distintes marques més o menys heràldiques que, almenys des de Pere el Cerimoniós, es poden atribuir als distints mestres que va tenir la seca de Mallorca i, excepcionalment en temps de Joan II, al tresorer general del rei; a partir de Felip II (1598-1621) el bust passà a ser de perfil; amb Carles II s'incorporen indicadors de valor expressats amb "I" (dobler), "II" o "2" (diners) i; després de la Guerra de Successió s'incorpora l'heràldica castellana quarterada per la creu llatina i les flors de lis borbòniques, així mateix es suprimeix la marca del mestre de la seca.
Pel que fa a les llegendes, de manera resumida es poden establir els següents períodes:
- Durant la Corona de Mallorca (1300-1343):

a.- +REX MAIORICARUM
r.- +[nom del rei] DEI GRATIA
- Durant el regnat de Pere el Cerimoniós (1348):

a.- +P’ DEI GRA ARAGON
r.- +ET MAIORICAR REX
- Durant els regnats d'Alfons el Magnànim i Joan II (1416-1479)

a.- +[nom del rei] DEI GRATIA REX
r.- +ARAGONUM ET MAIORIC
- A partir de Felip I i fins a la Guerra de Successió (1556-1705)

a.- +[nom del rei] REX ARAGONVM
r.- +MAIORICARVM CATOLICVS
- Durant els regnats de Felip V i Lluís I fins al final de les emissions (1715-ca. 1727)

a.- +[nom del rei] HISPA REX
r.- +MAIORICARVM CATOLICVS
Finalment el dobler fou deixat de batre en una data indeterminada que convencionalment es pot situar entre el regnat de Lluís I (1724), del que se'n coneixen alguns rars exemplars, i 1727, data més tardana gravada en una moneda mallorquina regular. Malgrat això el dobler continuà circulant com a moneda pròpia de Mallorca fins a 1858 en que s'abolí i s'ordenà la seva retirada del circulant.

### El dobler d'Eivissa
No es coneixen documents de creació de la moneda eivissenca en temps de Carles I, a qui s'atribueixen els doblers més antics, però atès que la normativa institucional del Regne de Mallorca fixava que la moneda de curs obligatori a totes les Illes Balears fos la moneda mallorquina, es creu que l'inici de la moneda eivissenca ha d'estar relacionat amb la crisi de les Germanies en que bona part de les autoritats reials, amb el Lloctinent General Miquel Gurrea al seu cap, es refugiaren a l'illa d'Eivissa des d'on dirigiren la reconquesta de la balear major. En aquest context, difícilment les autoritats locals mallorquines podrien fer cap reclamació o exigència tal com havia passat a Menorca a la centúria anterior.
La moneda d'Eivissa va consistir en doblers, fins a 1684, era de coure pur i, per tant, tenia caràcter fiduciari, i per l'argent i l'or es trobava vinculada a la moneda mallorquina, que seguia essent moneda de curs obligatori a l'illa. La seva estampa consistia en el bust del rei de perfil (no sempre coronat) i al revers l'escut d'Eivissa del castell sobre l'onatge.
Les llegendes foren: 
- Per a Carles I:

+CAROL9 D G IET R (Carles Emperador i Rei per la gràcia de Deu)
+VNIVER EVISA (Universitat d'Eivissa)
- Per a Felip I fins a la primera etapa de Felip III (1556-<1636)

+PHI DEI GRA R MAIO (Felip rei de Mallorca per la gràcia de Deu)
+VNIVER EBUSI DNS (Senyor de la Univertitat d'Eivissa)
- Per a l'intent d'invasió francesa de 1636

+PHI IIII DEI GRA R EVA (Felip IIII Rei d'Eivissa per la gràcia de Deu)
+DOMINVS MIHI ADIVT (El Senyor és el meu protector)
- Darreres emissions de doblers el 1640

+PHI IIII DEI G REX MAIO (Felip IV rei de Mallorca per la gràcia de Deu)
+VNIVER EBUSI DNS (Senyor de la Univertitat d'Eivissa)
El dobler d'Eivissa, com tota la moneda fiduciària moderna, acabà per patir un procés inflacionari exagerat, passant de canviar-se dels tradicionals 17 doblers per a cada reial de plata abans de 1630, a 75 el 1655. Aquesta situació portà a cercar diverses solucions, com el contramarcat dels doblers per incrementar el seu valor a 2 doblers (1684) i immediatament després a la creació del sou que seria gravat amb un 6 indicant un valor de 6 doblers (i no de 12 diners com hauria estat ortodox). Tanmateix cap d'aquestes alternatives aportà cap solució, ja que el 1698 un reial de plata es canviava per l'equivalent a 300 doblers de la nova moneda, ja que el dobler hauria deixat de circular en aquestes operacions de revalorització. La substitució dels doblers pels sous és el motiu pel qual en la parla eivissenca els diners en sentit genèric es denominen “sous” i no “doblers” com a la resta de les Balears.

## El dobler de Barcelona
Regnant Ferran el Catòlic s'inicià a Catalunya l'encunyació de doblers que, juntament amb la represa dels diners, venien a posar remei a l'absència d'emissions de billó des de finals del regnat de Pere el Cerimoniós, cosa que hauria afavorit les múltiples emissions municipals catalanes de moneda fiduciària. Prenen el nom de doblers els dos diners batuts per Ferran el Catòlic, Carles I i Felip II, fins a 1612, els batuts a partir d'aquesta darrera data porten les lletres A-R i reben el nom d'ardits, encara que pròpiament es tracti del mateix valor, fins a la Guerra de Successió.

## Doblers a la Cerdanya
A la Cerdanya es documenta l'ús del terme doblers en el sentit de cabals, diners a la resta de Catalunya. Com és pràcticament impossible la incorporació d'un terme amb aquest sentit si no està correlacionat amb la circulació d'una moneda efectiva, Miquel Crusafont ho atribueix a l'antiga pertinença del territori a la Corona de Mallorca, cosa però que està en contradicció amb els seus estudis sobre la prohibició de que als comtats del Rosselló i la Cerdanya hi circulàs altra moneda que la Barcelonina durant el període històric al·legat. Per altra part, el mateix autor informa que Puigcerdà va batre ardits a partir de 1521, valor només compartit amb Barcelona, moment en què encara no s'havia consolidat aquest nom i conviu amb la denominació de dobler.